# لاميناريا أحادية الظلفة
لاميناريا أحادية الظلفة (الاسم العلمي: Laminaria solidungula) هو نوع من الطلائعيات يتبع جنس اللاميناريا من فصيلة اللامينارية.